# Direction générale des Politiques de développement
La Direction Générale des Politiques de Développement en abrégé DGPD est une direction générale  du Ministère du Développement  et de la Coordination de l'action gouvernementale. À sa tête se trouve Cyriaque Edon qui est l'actuel directeur général,.

## Composition, attribution, organisation et fonctionnement
La composition, les attributions, l’organisation et le fonctionnement de la DGPD sont définis par l'arrêté 2022 no 016/MDC/DC/SGM/DGPD/SP-c/004SGG22 du 11 mars 2022 portant création, organisation et fonctionnement des organes de la Direction Générale des Politiques de Développement,,,.

## Missions et attributions

### Mission
La principale responsabilité de la Direction Générale des Politiques de Développement est de créer, surveiller et évaluer l'exécution des politiques, des stratégies, des programmes, des projets et des décisions du gouvernement concernant le développement à l'échelle nationale, sectorielle et locale. Elle est également chargée de suivre les progrès du développement régional et international et de maintenir une surveillance stratégique à cet égard,,.

### Attributions
La DGPD est chargée,,,:
En matière de prospective et de veille stratégique:
- d'assurer la veille stratégique sur les plans national, régional et international et de conduire des études prospectives en matière de politiques de développement;
- de participer à la réflexion prospective sur les politiques communautaires d'intégration régionale, en collaboration avec les services compétents du Ministère de l'Économie et des Finances et des ministères sectoriels;
- de collecter, analyser, exploiter et produire l'ensemble des données et informations nécessaires à la formulation des orientations stratégiques des investissements publics;
- d'effectuer, à la demande, des études de faisabilité.

En matière de planification du développement:
- de définir des politiques et stratégies pour le développement économique et social du Bénin:
- de définir les orientations stratégiques des investissements publics;
- d'élaborer et de suivre la politique nationale de financement du développement en relation avec le Ministère de l'Économie et des Finances:
- de définir, de suivre et d'actualiser la stratégie de recherche de financement en relation avec le Ministère de l'Économie et des Finances:
- d'assurer le suivi de la mise en œuvre, au niveau national des stratégies de développement internationales et régionales
- de coordonner toutes les actions visant à assurer une bonne exécution des politiques de développement.

En matière de politiques et programmes sectoriels:
- de suivre la mise en œuvre des politiques et stratégies sectorielles pour le développement économique et social du Bénin;
- de veiller à la cohérence des programmes nationaux de développement au niveau sectoriel;
- de promouvoir les projets de développement intégrateurs:
- d'appuyer techniquement les ministères, les structures publiques et parapubliques dans l'élaboration des documents de planification;
- d'assurer le suivi du processus de l'élaboration des documents de planification.

En matière de politiques et programmes de population:
- de conduire et de suivre les réflexions stratégiques sur les questions de la dynamique démographique;
- de veiller à la prise en compte des questions de population dans les politiques, stratégies, programmes et projets nationaux et sectoriels et d'en assurer le suivi;
- de coordonner l'élaboration de la Politique nationale de population et d'en assurer le suivi;
- de suivre le processus de la capture du dividende démographique conformément aux orientations nationale et internationale en la matière;
- de rendre accessibles en temps réel. à l'ensemble des acteurs intéressés, au niveau international, régional, national et local. Les informations et productions sur la capture du dividende démographique;
- de promouvoir le dialogue politique sur le dividende démographique.

En matière de politiques et programmes de développement à la base:
- de veiller à la cohérence des programmes nationaux de développement au niveau local;
- de conduire et suivre la réflexion stratégique du développement à la base;
- d'assurer le suivi du processus de l'élaboration et de la mise en œuvre des documents de planification à la base:
- de contribuer à la réflexion sur les politiques d'aménagement du territoire;
- d'appuyer techniquement les communes dans l'élaboration de leurs plans, programmes et projets de développement économique et social à travers les directions départementales;
- de renforcer les capacités des acteurs déconcentrés et décentralisés sur les outils de planification à la base, en collaboration avec les ministères sectoriels.

## Organisation et fonctionnement
La Direction  Générale des Politiques de Développement est placée sous l'autorité d'un Directeur Général assisté d'un adjoint pour le suppléé en cas d'absence ou d'empêchement,.
La DGPD comprend:
- le Secrétariat de Direction;
- l'Unité de Gestion des Fonds des Partenaires Techniques et Financiers;
- la Direction de la Prospective et de la Veille Stratégique;
- la Direction de la Planification du Développement;
- la Direction des Politiques et Programmes Sectoriels;
- la Direction des Politiques et Programmes de Population;
- la Direction d'Appui au Développement à la Base;
- la Direction d'Appui aux Études de Faisabilité.

La Direction Générale des Politiques de Développement (DGPD) possède une base de données regroupant les politiques, stratégies et programmes de développement. Son objectif est de rendre accessibles au grand public l'ensemble des documents concernant les politiques, stratégies et programmes de développement nationaux et sectoriels du Bénin.

## Siège
La DGPD se trouve au sein du Ministère du Développement  et de la Coordination de l'action gouvernementale à Cadjèhoun.